# 角南隆
角南 隆（すなみ たかし、1887年11月1日 - 1980年7月9日）は、日本の建築家。内務技師として大正後期から昭和期にかけて多くの神社建築に関与した。神祇院造営課長。

## 略歴
1887年（明治20年）岡山県生まれ。第六高等学校卒業、1915年（大正4年）7月、東京帝国大学工科大学建築学科卒業、卒業制作作品は「日本美術博物館」。
翌年9月に明治神宮造営局嘱託、1917年（大正6年）9月、明治神宮造営局技師に就任、外苑課勤務となり佐野利器の指導のもと、競技場などの設計にあたる。
1919年（大正8年）より内務省技師として神社局に勤務。1919年11月から翌年3月まで休職し、富士屋ホテルの山口正造に随行してアメリカへホテル視察に出かけた。
大正後期から昭和期にかけて（植民地を含む）神社建築行政の中心的な位置にあり。1939年（昭和14年）神社局造営課長、翌1940年（昭和15年）官制改組により神祇院総務局造営課長。
終戦後、GHQの指令により国家神道が廃止され、1946年（昭和21年）に退官。日本建築工芸設計事務所を設立し、取締役社長に就任（後に会長）。明治神宮をはじめ戦災にあった各地の神社の復興や、伊勢神宮の式年遷宮に携わった。

## 神社設計
神社建築に関しては明治初年に「制限図」（神社建築制限図、官国幣社造営制限図）が制定され、社殿の形式・規模等の規格化が図られていた。元々は国費による造営・修理に伴う予算制限のために設けられたものだが、社殿を新築する際の指針となり、1912年に廃止された後にも影響を及ぼした。これは本殿を流造とし、本殿と拝殿の間に中門を置く形式で、創建時の明治神宮も基本的にこの形式をふまえている。
角南は制限図にもとづく平面配置を批判し、大正後期以降、中門を置かず、本殿・幣殿・拝殿を一体化させた社殿を数多く計画した。本殿は流造を基本に千木、鰹木を乗せ、風雨の際の神事に支障がないよう拝殿と他の建造物との回廊の設置などの特徴がみられる。
また大規模な神社では「内外両拝殿の制」とも呼ばれる形式を採用し、内拝殿（神職用）・外拝殿（参拝者用）の２つの拝殿を設けることもあった。これらの特徴は角南の構想によるものと見られ、戦後に再建された明治神宮も中門を廃し、内拝殿・外拝殿を設けている。
護国神社については、一般神社と異なり祭典に祭神(戦没将兵)の遺族、関係団体等の多数の参列者があった。このため角南は祭祀ならびに運営の便を考慮して、左右に翼舎を設けた拝殿と、その前方に広場を設ける配置を考案し、「拝殿等の祭典を行う社殿建築は、この広場と連携して祭儀の際にも支障なく、平時に於いてもよく調和するものでなくてはならぬ」と述べている。

## 作品

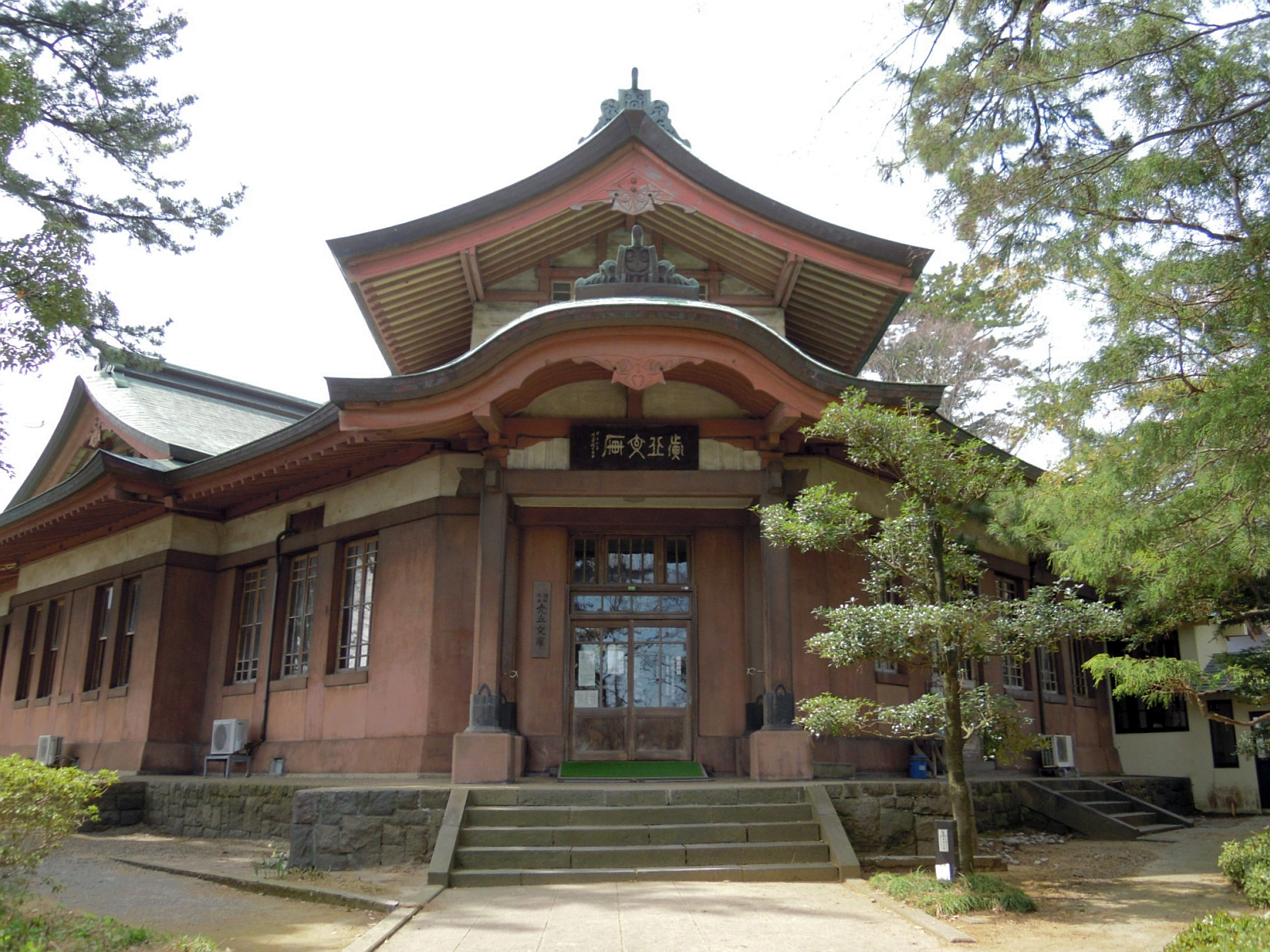
光丘文庫

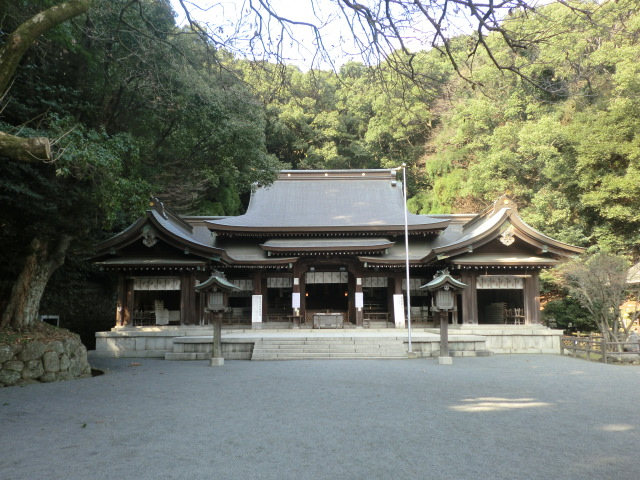
高見神社

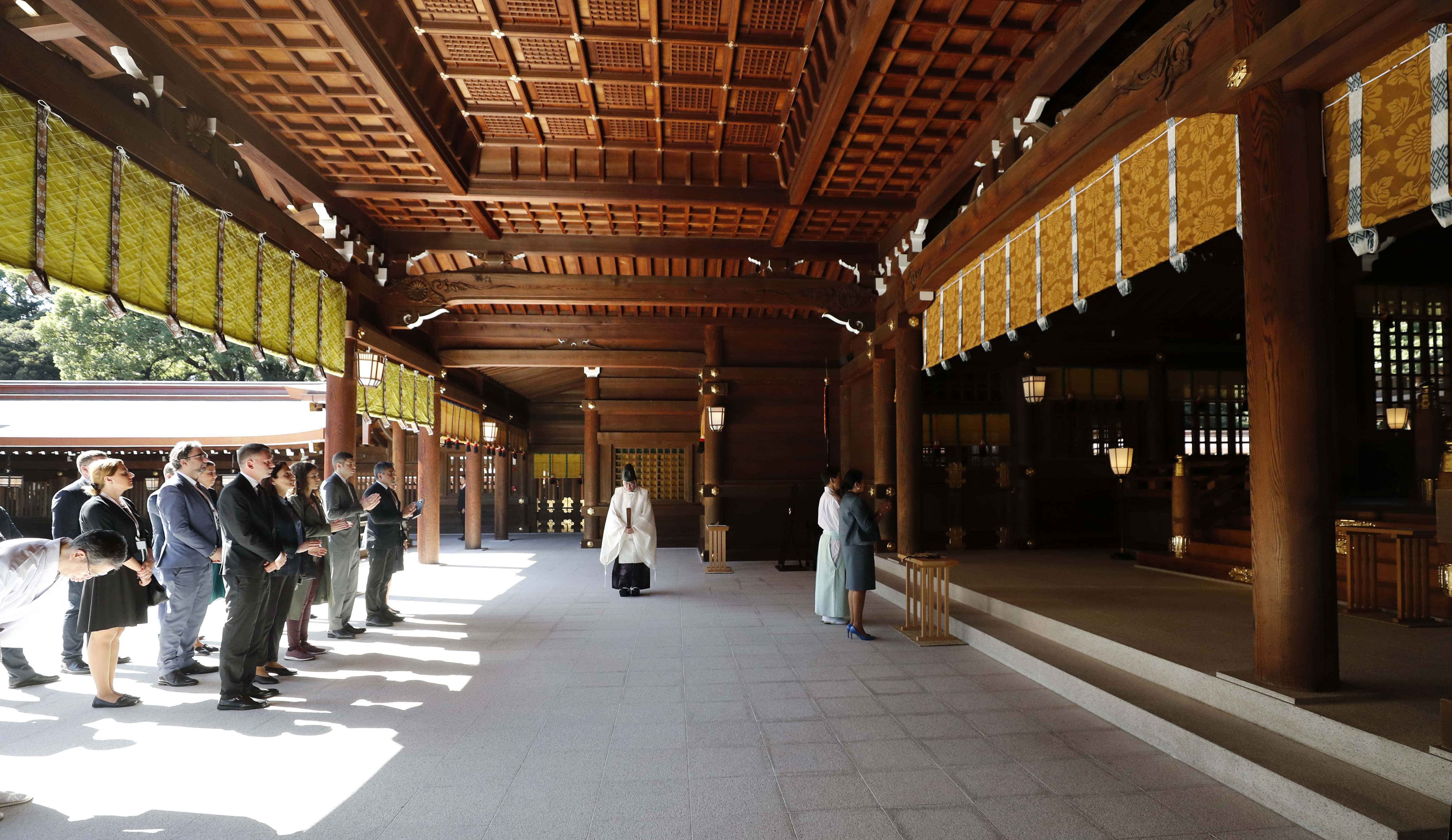
明治神宮内拝殿

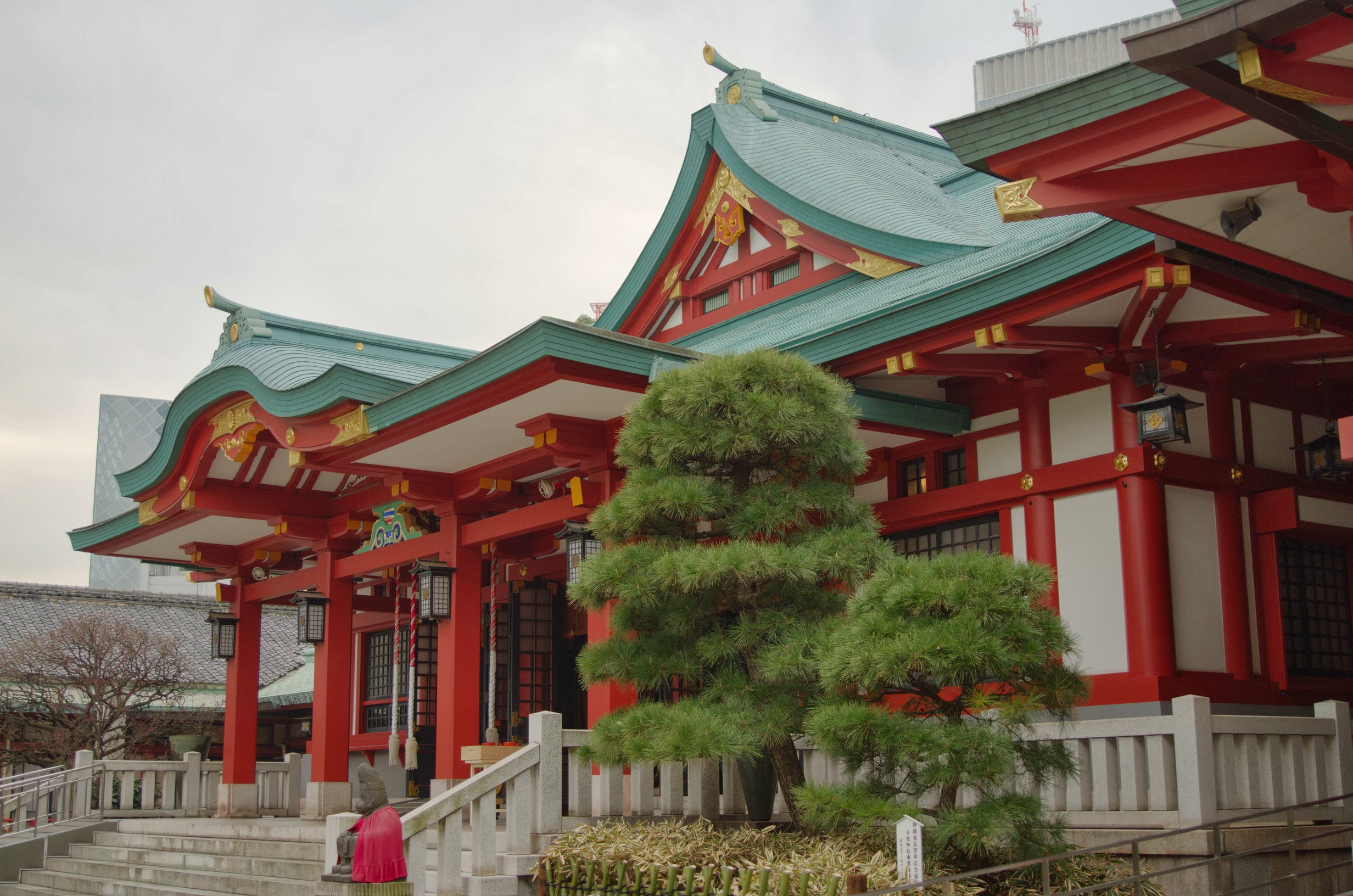
日枝神社拝殿

内務省神社局の技師であったため、角南が関与した神社建築は各地に数多い。神社局が担当するのは官社（官国幣社）であるが、諸社（府県社、村社、郷社）の営繕についても相談に応じている事例がある。建築史家・藤岡洋保は「戦前の角南は多忙で、自ら筆を執ってディテールまで設計した例はないと見た方がいい」と述べているが、戦後の明治神宮復興にあたっては細部までスケッチを行ったという。
※戦前〜戦中期の作品は神祇院造営課#主な設計事業も参照。
- 光丘文庫（1925年）
- 吉野神宮（1932年）
- 橿原神宮増改築（1940年）内閣から神社局造営課委嘱[9]
- 平安神宮増築（1941年）
- 高見神社（1942年）
- 近江神宮（1944年）実施設計は神祇院技師谷重雄
- 濃飛護國神社（1945年）改築工事中に戦災焼失、1959年再建
- 湊川神社復興（1952年）
- 祐徳稲荷神社（1957年）
- 明治神宮復興（1958年）
- 日枝神社復興（1958年）

## 栄典
勲章等
- 1940年（昭和15年）8月15日 - 紀元二千六百年祝典記念章[10]
- 1961年　紫綬褒章[11]
- 1966年 - 勲三等旭日中綬章

外国勲章佩用允許
- 1941年（昭和16年）12月9日 - 満州帝国：建国神廟創建記念章[12]

## 著作
- アメリカの風景と庭園を觀て（庭園 2(3)-(5)、1920年5月-7月）
- ホテル論（建築世界 15(7)(8)(10)(11)、16(1)(6)、1921年7月-8月・10月-11月、1921年1月・6月）
- 神社の設備に就て（地方改良研究 第2巻 (地方事務叢書 第6編)、良書普及会、1924年)
- 社寺建築（アルス建築大講座第3巻、アルス、1930年)
- 此の一局を設くべし（都市公論 13(5)、1930年5月)
- 公園樣式漫感（都市公論 14(8)、1931年8月)
- 社寺建築（高等建築学第8巻、常磐書房、1934年)
- 神社建築に就いて（夏期講習講演集、神宮皇学館、1934年)
- 神社の建築樣式（旅 14(11)-(12)、日本旅行倶楽部、1937年11月-12月）
- 尺貫法の完全性（祖国、学苑社、1941年7月）
- 朝鮮に於ける神社建築及び其の施設に就て(講演速記) （朝鮮と建築 21(9)、1942年9月）
- 神社の防火防空施設（京文社、1944年）
- 第五十九回式年遷宮を迎ふるに際して 御造營工事について（瑞垣(15)、1953年9月)
- 明治神宮社殿の復興計画について（新建築 34(3) 1959年3月号）